# Marguerite Madys
Alice Marguerite Blandin, dite Marguerite Madys, est une actrice française née le 31 juillet 1899 à Paris où elle est morte le 8 décembre 1986.

## Filmographie partielle
- 1919 : Âmes d'Orient de Léon Poirier : Marguerite
- 1920 : Narayana de Léon Poirier
  - Le Penseur de Léon Poirier : Madeleine
  - De la coupe aux lèvres
- 1921 : L'Ami des montagnes de Guy du Fresnay : Passerine
  - L'Ombre déchirée de Léon Poirier : Cécile
  - Les ailes s'ouvrent  de Guy du Fresnay
- 1922 : Mon p'tit de René Plaissetty
- 1923 : Ce pauvre chéri de Jean Kemm : Marcelle
  - L'Espionne d'Henri Desfontaines : Dora
  - L'Enfant-roi : Madame Atkins
- 1924: L'Homme sans nerfs
- 1926 : Le Voyage imaginaire de René Clair : Urgel
  - Les Dévoyés d'Henri Vorins : Jeanne
- 1927 : L'Agonie de Jérusalem de Julien Duvivier : Alice